# КГИС
Квантум ГИС (QGIS) је слободан софтвер, рачунарска ГИС апликација која омогућава преглед, уређивање, и анализу геоподатака.

## Развој
Гери Шерман је отпочео развој Квантум ГИС-а почетком 2002, као програма за преглед ГИС података за Линукс. Развој је настављен 2004-е, и постао инкубаторски пројекат за ОСГео Фондацију. Верзија 1.0 је издата у јануару 2009.
Програм је развијен кориштењем C++, и његово Графичко корисничко окружење (GUI) користи Qt библиотеке, такође кориштене у KDE-у. Квантум ГИС дозвољава интеграцију додатака развијених кориштењем C++ или Питона. Као додатак Qt-у, захтијеване међузависности Квантум ГИС-а укључују GEOS и SQLite. GDAL, GRASS GIS, PostGIS, и PostgreSQL су такође препоручени.
Квантум ГИС је вишеплатформна апликациј и ради на различитим оперативним системима укључујући Mac OS X, Линукс, UNIX и Microsoft Windows. Квантум ГИС такође може бити корисничко сучеље за GRASS. Квантум ГИС ствара фајлове мање величине у поређењу са осталим ГИС-овима и захтијева мање RAM-а и процесорске снаге; тако да може бити коришћен на старијим машинама или покренут симултано са другим хардверски захтјевним апликацијама.
Квантум ГИС је тренутно одржаван од стране групе волонтера који редовно издају унапређења и поправке. за сада је Квантум ГИС преведен у 14 језика а апликација је коришћена у међународним академским и професионалним окружењима.

### Историја издања
| Верзија     | Кодно Име | Датум Издања                 | Значајне Измјене |
| ----------- | --------- | ---------------------------- | --- |
| 0.0.1-алфа  |           | јул 2002.                    | Увоз и преглед података из PostGIS-а |
| 0.0.3-алфа  |           | 10. август 2002.             | Додата подршка за шејп фајлове и друге векторске формате.                                                                                  |
| 0.0.4-алфа  |           | 15. август 2002.             | Побољшања у манипулисању слојевима, слојеви у боји, и дијалог за преглед особина.                                                          |
| 0.0.5-алфа  |           | 5. октобар 2002.             | Исправак грешки и унапријеђена стабилност, подешавање дебљине линија и побољшан зум.                                                       |
| 0.0.6       |           | 24. новембар 2002.           | Побољшања PostGIS повезивања, додата функција идентификације слојева и могућност прегледа и сортирања атрибутских табли.                   |
| 0.0.7       |           | 30. новембар 2002.           | |
| 0.0.8       |           | 11. децембар 2002.           | |
| 0.0.9       |           | 25. јануар 2003.             | |
| 0.0.10      |           | 13. мај 2003.                | |
| 0.0.11      |           | 10. јун 2003.                | |
| 0.0.12      |           | 10. јун 2003.                | |
| 0.0.13      |           | 8. децембар 2003.            | |
| 0.1pre1     |           | 14. фебруар 2004.            | Додата подршка за растере; једнолично, непрекидно, и постепено сјенчење вектора; могућност стварања бафера, проведено као PostGIS додатак. |
| 0.1         |           | 25. фебруар 2004.            | |
| 0.2         |           | 26. април 2004.              | |
| 0.3         |           | 28. мај 2004.                | |
| 0.4         |           | 4. јул 2004.                 | |
| 0.5         |           | 5. октобар 2004.             | |
| 0.6         |           | 19. децембар 2004.           | |
| 0.7         |           |                              | |
| 0.7.3       |           | 11. октобар 2005.            | |
| 0.8         |           | 7. јануар 2007.              | [ мртва веза ] |
| 0.8.1       | "Титан"   | 15. јун 2007.                | |
| 0.9.0       |           | 26. октобар 2007.            | |
| 0.9.1       | "         | 6. јануар 2008.              | |
| 0.10        | "         | 3. мај 2008.                 | |
| 0.11.0      | "         | 21. јул 2008.                | [ мртва веза ] |
| 1.0.0       | "         | 5. јануар 2009.              | |
| 1.1.0       | "Pan"     | 12. мај 2009.                | [ мртва веза ] |
| 1.2.0       | "Daphnis" | 1. септембар 2009.           | [ мртва веза ] |
| 1.3.0       | "Mimas"   | 20. септембар 2009.          | |
| 1.4.0       | "Енцелад" | 10. јануар 2010.             | |
| 1.5.0       | "Тетис"   | 29. јул 2010.                | |
| 1.6.0       |           | 27. новембар 2010.           | |
| 1.7.0       |           | 19. јун 2011.                | |
| 1.8.0       |           | 21. јун 2012.                | |
| 2.0.0-2.0.1 |           | 8. септембар 2013.           | |
| 2.2         | Valmiera  | 22. фебруар 2014.            | |
| 2.4         |           | Јун 27, 2014                 | |
| 2.6         |           | 1. новембар 2014             | 2.6.0/ changelog |
| 2.8         |           | 20. фебруар 2015             | Архивирано на веб-сајту (15. март 2015) |
| 2.10        |           | 26. јун 2015                 | |
| 2.12        |           | 23. октобар 2015             | |
| 2.14 LTR    |           | 29. фебруар 2016             | |
| 2.16        |           | 8. јул 2016                  | |
| 2.18        |           | 21 October 2016              | Final release in the 2.x series. |
| 3.0         | у најави  | други или трећи квартал 2017 | Бажирано на Qt5, PyQt5 и Python 3. |

## Лиценцирање
Пошто је дјељен као Слободан софтвер под ГНУ-ова општа јавна лиценца, Квантум ГИС може бити репрограмиран да изводи разне специјаизоване задатке. Такође постоје прикључци способни да прошире употребљивост и компатибилност.

## формати
Квантум ГИС омогућава употребу ESRI-јевог шејпфајл формата и кавериџ података, као и персоналне геобазеподатака. MapInfo, PostGIS, и мноштво других формата је подржано у Квантум ГИС-у. Мрежни сервиси, укључујући Web Map Service и Web Feature Service, су такође подржани да омогуће употребу спољашњих извора података.

## Функционалност
Квантум ГИС омогућава интеграцију са осталим ГИС-овима отвореног кода, укључујући PostGIS, GRASS GIS, и MapServer да би се добила проширена употребљивост.